# Barefoot Foundation
Barefoot Foundation è una organizzazione nata nel 1997 a Barranquilla, fondata dalla cantautrice Shakira.
La fondazione lavora per garantire che ogni bambino colombiano possa avere un’istruzione di qualità.
L'obiettivo principale della fondazione è l'aiuto attraverso l'istruzione e l'organizzazione; dispone di cinque scuole in tutta la Colombia che forniscono istruzione e pasti a 4.000 bambini. Shakira è stata insignita dell'Hero Award ai Radio Disney Music Awards 2014 per il suo lavoro con la fondazione.

## Storia

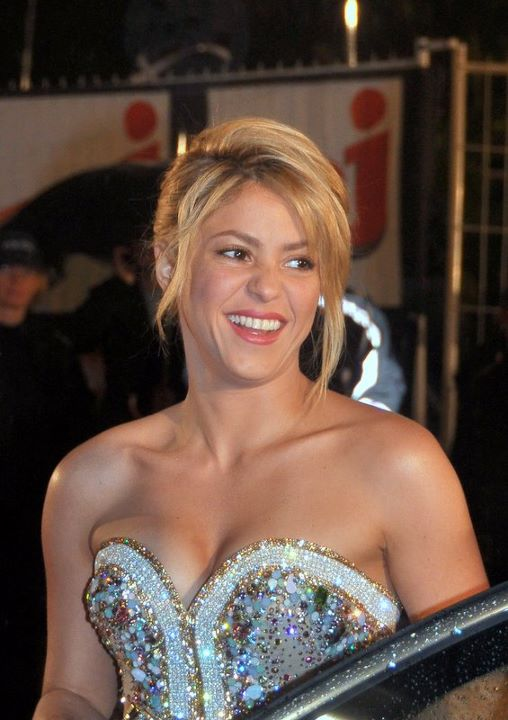
Shakira, la fondatrice della Barefoot"

Dopo il successo internazionale del suo album, Pies Descalzos, Shakira fondò l'organizzazione con l'idea di aiutare i bambini che vivevano in condizione di povertà e degrado.
A Barranquilla, città natale di Shakira, la Fondazione ha costruito due nuove scuole, la Escuela Las Americas e la Escuela Siete de Abril. Le scuole hanno portato un cambiamento in due quartieri che erano stati devastati dagli sfollamenti, dai senzatetto e dalla povertà. Le due scuole Barefoot hanno fornito servizi a 990 bambini.
Nello stesso anno Barefoot iniziò il lavoro a Soacha, un sobborgo alla periferia di Bogotá. Secondo la Rete colombiana di previdenza sociale, Soacha ha uno dei tassi più alti di vittime di sfollamenti. Il loro lavoro è iniziato nella scuola Gabriel Garcia Márquez di Altos de Cazuca, offrendo opportunità ad altri 980 bambini.

## Finanziamenti
Il sostegno alla fondazione deriva dai contributi di Shakira e dalle donazioni di aziende nazionali e internazionali attente alla responsabilità sociale. Lavorano anche con società multilaterali che sostengono progetti speciali e hanno stretto alleanze con agenzie governative.
Nel febbraio 2008, Shakira ha messo all'asta alcuni dei suoi vestiti e chitarre su eBay per sostenere la sua fondazione.